# 花札狂
『花札狂』（はなふだきょう）は、1984年にハドソンソフトから発売された花札ゲームソフト。

## 概要
「-狂」シリーズのひとつ（1984年当時のハドソンソフトのパソコン用ゲームソフトのシリーズ、ジャン狂など）。収録ゲームはこいこい、おいちょかぶ、ばかっ花。パソコン版はジャン狂同様、対戦相手の手札を表示できるオープンモードを搭載していた。
携帯アプリ（花合わせのみ、ストーリー編がある）のほか、2008年8月27日よりiPhone / iPod touch向け（こいこいのみ）に配信されている。

## 主なスタッフ
- PROGRAM：笹川敏幸
- GRAPHICS：笹川敏幸